# Кальциевые каналы
Кальциевые каналы — семейство ионных каналов, избирательно проницаемых для ионов кальция Ca2+. Часто данный термин синонимичен потенциал-зависимым кальциевым каналам, хотя также существуют и лиганд-зависимые кальциевые каналы. 
Например, рецептор инозитолтрифосфата (IP3) является лиганд-зависимым кальциевым каналом, и его эндогенным лигандом-агонистом является IP3. Рецептор IP3 находится в мембране эндоплазматического ретикулума и саркоплазматического ретикулума мышц. После связывания с IP3 освобождает ионы кальция из кальциевых депо ретикулума. Появление IP3 в цитоплазме клетки может быть вызвано  активацией рецепторов, связанных с G-белками.
Блокаторы кальциевых каналов применяют для лечения повышенного артериального давления, боли, эпилептических приступов. Ведутся их клинические испытания применительно к болезни Паркинсона. Поскольку кальциевые каналы играют важную роль в формировании наркотической зависимости, их ингибиторы перспективны при терапии этого заболевания. Многие блокаторы кальциевых каналов перспективны для лечения психиатрических заболеваний и имеют анксиолитический эффект.

## Типы каналов
Следующие таблицы содержат сведения о разных типах кальциевых каналов, потенциал- и лигандуправляемых. Приводится информация о биофизических свойствах, расположении, кодирующих генах и функциях.

### Потенциалуправляемые
| Тип         | Активация                                                                                     | Белок                       | Ген                             | Расположение                                                                                                  | Функция |
| L-тип       | высокопороговые кальциевые каналы (активируется при высоких значениях мембранного потенциала) | Cav1.1 Cav1.2 Cav1.3 Cav1.4 | CACNA1S CACNA1C CACNA1D CACNA1F | Скелетные мышцы, кости (остеобласты), вентрикулярные миоциты, дендриты и шипики дендритов нейронов коры мозга | Сокращение сердечной мышцы и гладких мышц. Ответственны за удлинённый потенциал действия в сердечной мышце. |
| P-тип/Q-тип | высокопороговые кальциевые каналы                                                             | Cav2.1                      | CACNA1A                         | Нейроны Пуркинье в мозжечке / гранулярные клетки мозжечка                                                     | высвобождение нейромедиатора                                                                                |
| N-тип       | высокопороговые кальциевые каналы                                                             | Cav2.2                      | CACNA1B                         | По всему мозгу                                                                                                | высвобождение нейромедиатора                                                                                |
| R-тип       | промежуточный порог активации                                                                 | Cav2.3                      | CACNA1E                         | гранулярные клетки мозжечка, другие нейроны                                                                   | ? |
| T-тип       | низкопороговые кальциевые каналы                                                              | Cav3.1 Cav3.2 Cav3.3        | CACNA1G CACNA1H CACNA1I         | нейроны, клетки с пейсмейкерной активностью, кости (остеоциты)                                                | регулярный синусовый ритм                                                                                   |

### Лигандуправляемые
- рецептор-управляемые кальциевые каналы (в вазоконстрикции)
  - P2X рецептор[англ.][4]

| Тип                                  | Активация | Ген | Расположение                                                 | Функция |
| Рецептор инозитолтрифосфата (IP3)    | IP3 |     | эндоплазматический ретикулум и саркоплазматический ретикулум | После связывания с IP3 освобождает ионы кальция. Появление IP3 в цитоплазме клетки может быть вызвано активацией рецепторов, связанных с G-белками. |
| Рианодин-чувствительный канал        | дигидропиридиновые рецепторы Т-трубочек и повышенная концентрация внутриклеточного кальция (Кальцийиндуцированное высвобождение кальция — CICR) |     | эндоплазматический ретикулум и саркоплазматический ретикулум | Кальцийиндуцированное высвобождение кальция в миоцитах                                                                                              |
| Двухпоровый канал                    | |     |                                                              | |
| Катионные каналы сперматозоидов      | |     |                                                              | |
| каналы, управляемые кальциевыми депо | опосредованно благодаря истощению запасов кальция в эндоплазматическом ретикулуме и саркоплазматическом ретикулуме                              |     | плазматическая мембрана                                      | |